# Johann Friedrich Gmelin
Johann Friedrich Gmelin, född den 8 augusti 1748, död den 1 november 1804, var en tysk naturforskare och zoolog, brorson till Johann Georg Gmelin den yngre. 
Gmelin utsågs 1772 till professor i naturvetenskap och botanik i Tübingen och 1775 professor i medicin i Göttingen. Gmelin är bekant för sin upplaga (den så kallade trettonde) av Linnés "Systema naturæ", en upplaga, som utmärkte sig genom brist på kritik och insikt hos utgivaren, men som erhållit en ganska stor litteraturhistorisk betydelse i och med att den länge var den enda tillgängliga handboken i zoologi. Hans huvudarbete är Onomatologia botanica (9 band, 1771–1777).
Auktorsnamnet J.F.Gmel. kan användas för Johann Friedrich Gmelin i samband med ett vetenskapligt namn inom botaniken; se Wikipediaartiklar som länkar till auktorsnamnet.